# Сарикемер
Сарикеме́р (каз. Сарыкемер) — село, центр Байзацького району Жамбильської області Казахстану. Адміністративний центр Сарикемерського сільського округу.
До 1992 року село називалось Михайловка.
Населення — 32043 особи (2021; 24314 у 2009, 15563 у 1999, 14743 у 1989).